# アーロン・エルキンズ
アーロン・エルキンズ（Aaron Elkins, 1935年7月24日 - ）は、アメリカ合衆国の推理作家である。ニューヨーク出身。
大学卒業後、大学教授を経てミステリー小説『Fellowship of Fear』でデビューした。1988年、『古い骨』でエドガー賞 長編賞を受賞した。
本格推理小説であるギデオン・オリヴァー教授シリーズ（別名スケルトン探偵シリーズ）で知られ、他に美術ミステリであるキュレータークリス・ノーグレンシリーズがある。また愛妻家としても知られ、ロマンス作家である妻のシャーロット・エルキンズとの共著も発表している。

## 作品一覧

### ギデオン・オリヴァー教授シリーズ（スケルトン探偵シリーズ）
- Fellowship of Fear （1982）
- 暗い森 The Dark Place （1983）
- 断崖の骨 Murder in the Queen's Armes （1985）
- 古い骨 Old Bones （1987）
- 呪い! Curses! （1989）
- 氷の眠り Icy Clutches （1990）
- 遺骨 Make No Bones （1991）
- 死者の心臓 Dead Men's Hearts （1994）
- 楽園の骨 Twenty Blue Devils （1997）
- 洞窟の骨 Skeleton Dance （2000）
- 骨の島 Good Blood （2004）
- 水底の骨 Where There's a Will （2005）
- 骨の城 Unnatural Selection （2006）
- 密林の骨 Little Tiny Teeth （2007）
- 原始の骨 Uneasy Relations （2008）
- 騙す骨 Skull Duggery （2009）
- 葡萄園の骨 Dying on the Vine （2012）
- Switcheroo（2016）

### クリス・ノーグレンシリーズ
- 偽りの名画 A Deceptive Clarity （1987）
- 一瞬の光 A Glancing Light （1991）
- 画商の罠 Old Scores （1993）

### リー・オフステッドシリーズ（妻シャーロット・エルキンズとの共著）
- プロゴルファー・リーの事件スコア
  - 怪しいスライス A Wicked Slice （1989年 / 2011年9月、寺尾まち子訳、集英社文庫）
  - 悪夢の優勝カップ Rotten Lies （1995年 / 2012年1月、寺尾まち子訳、集英社文庫）
  - 邪悪なグリーン Nasty Breaks （1997年 / 2012年5月、寺尾まち子訳、集英社文庫）
  - 疑惑のスウィング Where Have all the Birdies Gone? （2004年 / 2012年9月、寺尾まち子訳、集英社文庫）
  - 悲劇のクラブ On the Fringe （2005年 / 2013年1月、寺尾まち子訳、集英社文庫）

### その他
- 笑うオランダ人 Dutch Treat （1989）：短編
- 略奪 Loot （1999）
- Turncoat （2002)